# Veruju!
Veruju! (Верую!) è un film del 2009 diretto da Lidija Bobrova.

## Trama
Il film racconta di un uomo di nome Maksim Jarikov, che deve passare dalla malinconia, dall'incredulità e dall'ubriachezza a Dio e comprendere il significato della propria vita.